# Dans les pas d'Ariane
Dans les pas d'Ariane est un roman de Françoise Bourdin publié en 2011. Il constitue la suite de Le Testament d'Ariane.

## Résumé
Anne a emménagé dans la bastide landaise que lui a léguée sa tante Ariane, et son mari Paul, vétérinaire, la quitte, au grand plaisir de son frère Jérome qui vient aménager des chambres d’hôtes. À la suite de l'incendie de leur maison, Anne héberge son frère Valère et sa femme Suki. Grâce au journal intime d'Ariane, Anne trouve un rubis à la cave. Avec le temps, sa mère est toujours aussi mauvaise avec elle.

## Éditions françaises
- Paris, Éditions Belfond, 2011  (ISBN 978-2-7144-5021-0)
- Paris, Pocket, coll. « Pocket » no 15091, 2013  (ISBN 978-2-266-22706-3)